# Mayagondanahalli, Madhugiri
Mayagondanahalli là một làng thuộc tehsil Madhugiri, huyện Tumkur, bang Karnataka, Ấn Độ.